# 马怀柱
马怀柱（1940年10月—），男，汉族，安徽寿县人，中华人民共和国教育工作者、教授，第七、八、九届全国人大代表。

## 生平
1958年至1962年在安徽师范学院、皖南大学（安徽师范大学前身）学习，毕业后留校工作。曾任安徽师范大学有机化学研究所副所长、所长，安徽师范大学副校长。其间，曾赴北京大学化学系、加拿大纽芬兰纪念大学进修。

## 社会兼职
兼任中国化学会理事、安徽省化学会副理事长。

## 奖项和荣誉
曾获安徽科技进步四等奖、安徽省自然科学二等奖、安徽省高校科技进步一等奖、国家教委科技进步二等奖，享受国务院特殊津贴。